# (712) Boliviana
(712) Boliviana – planetoida z grupy pasa głównego asteroid okrążająca Słońce w ciągu 4 lat i 48 dni w średniej odległości 2,57 au. Została odkryta 19 marca 1911 roku w Landessternwarte Heidelberg-Königstuhl w Heidelbergu przez Maxa Wolfa. Nazwa planetoidy pochodzi od południowo-amerykańskiego rewolucjonisty Simóna Bolívara. Przed nadaniem nazwy planetoida nosiła oznaczenie tymczasowe (712) 1911 LO.